# Slobozia (okręg Vaslui)
Slobozia – wieś w Rumunii, w okręgu Vaslui, w gminie Gârceni. W 2011 roku liczyła 498 mieszkańców.